# Centauro (blindé)

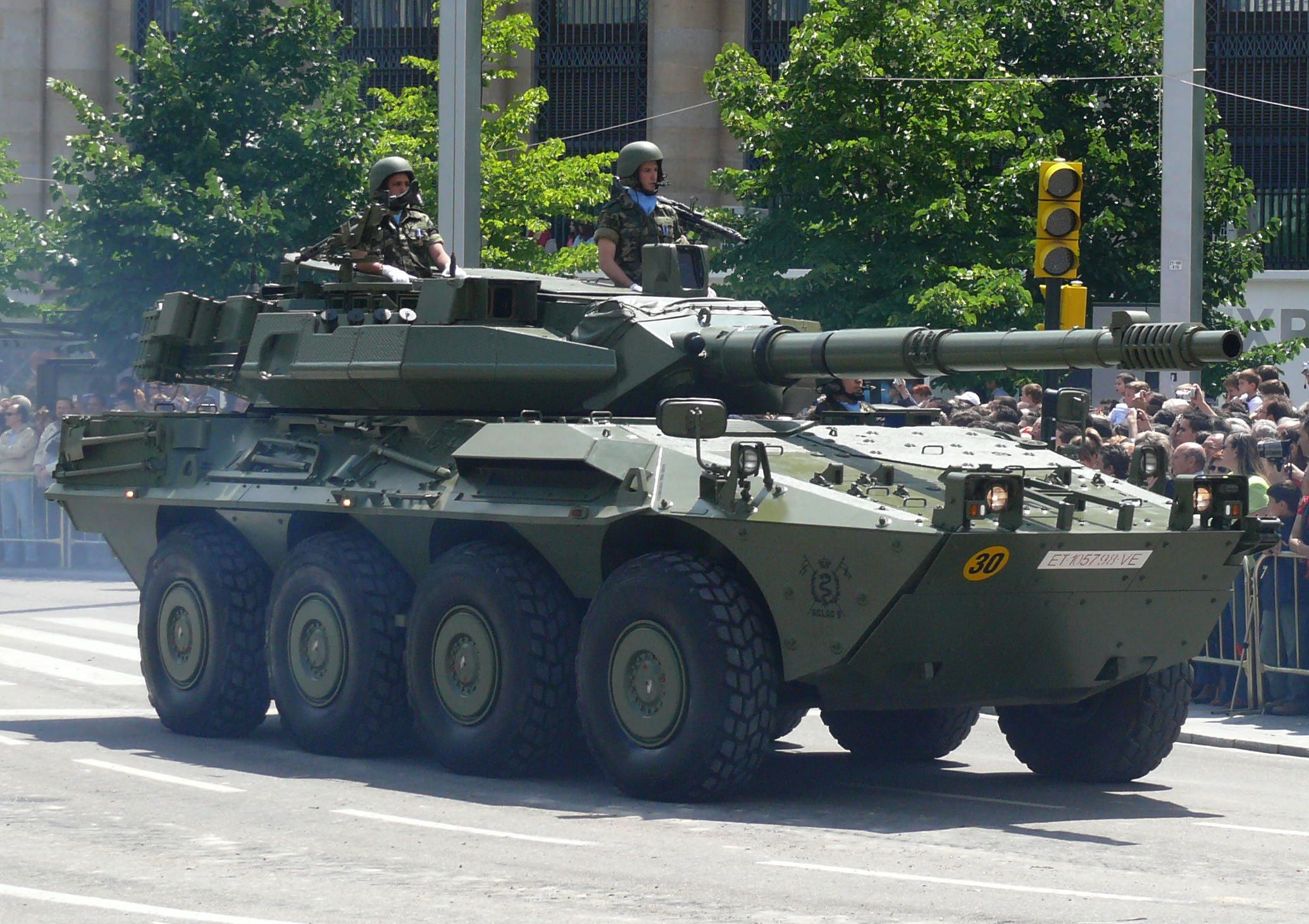
Un Centauro de l'armée de terre espagnole.

Le véhicule blindé Centauro est un chasseur de chars italien sur roues, fabriqué par IVECO et OTO Melara SpA.  
Il est surtout destiné aux unités de reconnaissance. Dans la famille des véhicules blindés à roues, c'est le véhicule le plus puissamment armé. La conception du modèle de base, le Centauro 105, remonte aux années 1980. Il est essentiellement utilisé par les armées italienne et espagnole.

## Caractéristiques
Le Centauro est un véhicule 8 × 8 de 25 tonnes avec une suspension hydropneumatique à roues indépendantes à coque en acier blindé. Le moteur est un diesel Iveco de 520 chevaux avec une transmission automatique ZF située à l'avant autorisant une vitesse de 105 km/h. Le pilote est à l'avant gauche. Le centre et l'arrière sont occupés par le compartiment équipage avec la tourelle sur la partie supérieure. L'équipage est de quatre hommes, mais en cas de besoin le véhicule peut emporter quatre fantassins. La tourelle est équipée d'un canon OTO Breda de 105 mm à faible recul qui utilise des munitions au standard OTAN. La tourelle est également équipée d'une mitrailleuse de 7,62 mm jumelée et de deux mitrailleuses sur son sommet. On trouve également quatre lance-grenades fumigènes de chaque côté du canon, à l'avant de la tourelle. Le chef de véhicule dispose d'un viseur panoramique stabilisé. Le canonnier dispose également d'un viseur stabilisé et d'un télémètre laser. La tourelle peut être équipée d'un blindage additionnel réalisé par OTO Melara SpA. Le véhicule dispose d'un système de protection NBC dans sa version standard.
Ce qui a fait la réputation de ce véhicule, c'est la puissance de feu de son canon de 105 mm, équivalent au char de combat principal de dernière génération.

## Variantes
- Centauro Anti-char de Reconnaissance

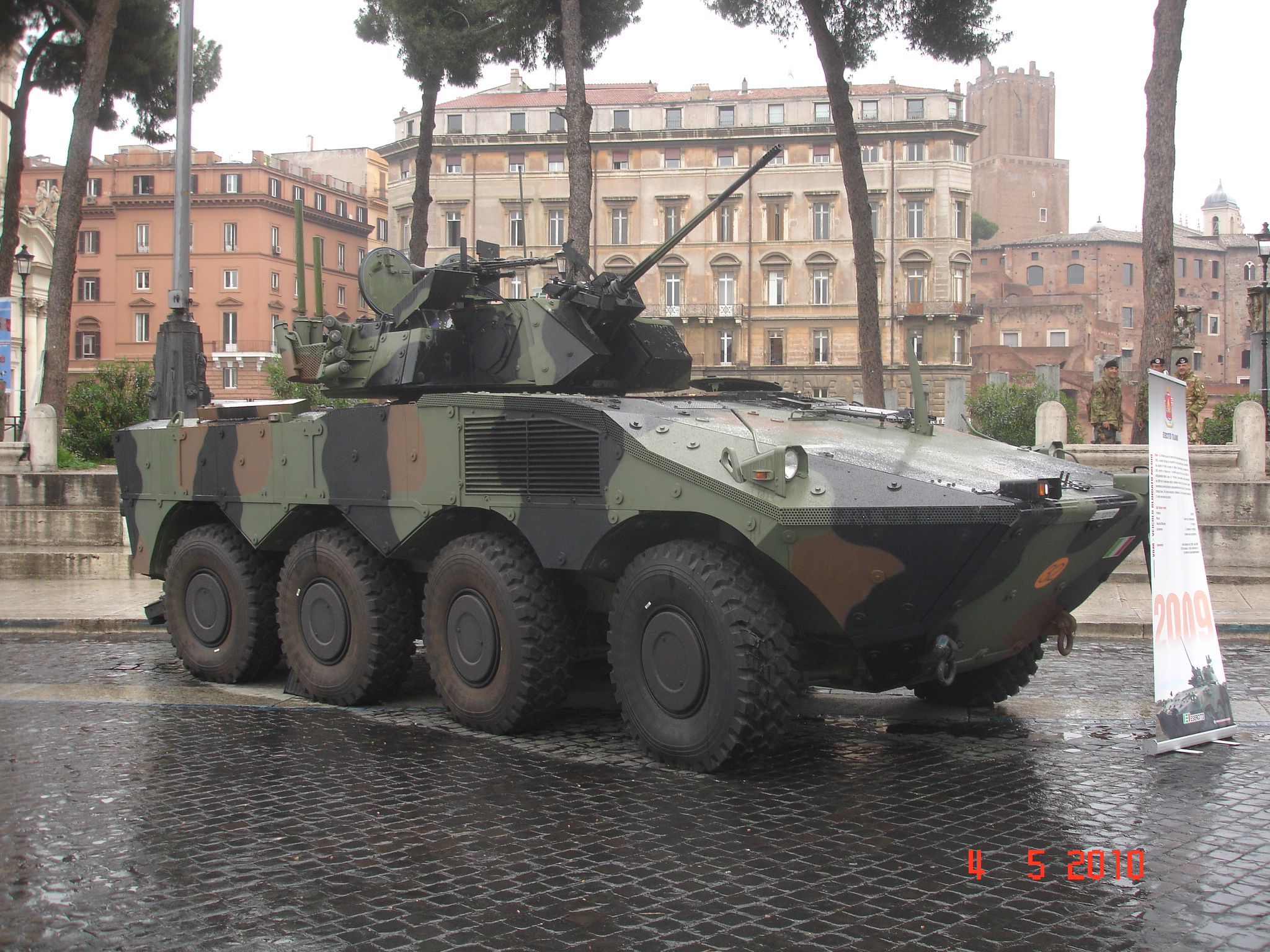
Veicolo Blindato Medio "VBM" Freccia.

La variante de base.
- Centauro II

Un Centauro avec un canon de 120/45 à faible recul dérivé de celui du char Ariete C1, une tourelle de conception nouvelle et un nouveau blindage composite qui peut résister à des munitions de 40 mm APFSDS sur le devant. Son poids maximum est de 30 tonnes, il a un rapport puissance/poids de 24 cv par tonne (contre 17 pour son prédécesseur), sa vitesse maximale est de 100 km/h et son autonomie est de 800 km.
Ce chasseur de char remplacera le Leopard 1A5 dans l'armée italienne. Présenté en juin 2016, il est commandé à 50 unités pour 136 prévues au total devant équiper neuf unités de cavalerie. En 2022, année de réception des dix premiers exemplaires, 150 sont prévus
- VBM Freccia (véhicule de combat d'infanterie)

Cette variante du Centauro à blindage révisé est équipée de la tourelle Hitfist Plus (une évolution de celle du Dardo IFV), armée d'un canon automatique Oerlikon KBA de 25 mm, et emporte 200 munitions de 25 mm. Elle possède également une paire de mitrailleuses 7,62 mm OTAN.
Elle peut aussi être armée d'une paire de missiles anti-char Spike ML/LR et de huit lance-grenades fumigènes 80 mm. Le système de contrôle de tir est le même que pour la version reconnaissance/anti-char. Cette variante possède un équipage de trois personnes composé d'un canonnier, d'un pilote et d'un commandant, et peut transporter huit autres soldats prêts au combat. 249 unités de différents types ont été commandées par le gouvernement italien en 2006.
- Centauro 155/39 (obusier automoteur sur roue)

Prototype basé sur le châssis du Centauro, la tourelle téléopérée abrite un canon d'artillerie FH70 de 155 mm d'une longueur de 39 calibres. La portée maximale est de 60 km avec la munition guidée Vulcano. La tourelle abrite un chargeur automatique d'une capacité de 15 coups assurant une cadence de tir de 8 coups par minute et réduisant l'équipage à 3 hommes. Cette variante 155/39 pèse moins de 30 tonnes, à une vitesse maximale de 110 km/h sur route pour une autonomie de 800 km.
- Centauro Draco (véhicule anti-aérien)

La tourelle anti-aérienne Draco est une tourelle téléopérée possédant un canon naval de 76 mm piloté par radar. Un barillet d'une capacité de 12 coups assure une cadence de tir de 80 coups par minute, il peut être réapprovisionné à n'importe quel moment à l'aide d'un convoyeur de 24 obus placé dans le châssis. La portée pratique est comprise entre 6 et 8 km avec des obus conventionnels, le canon peut aussi utiliser les obus guidés programmables DART.

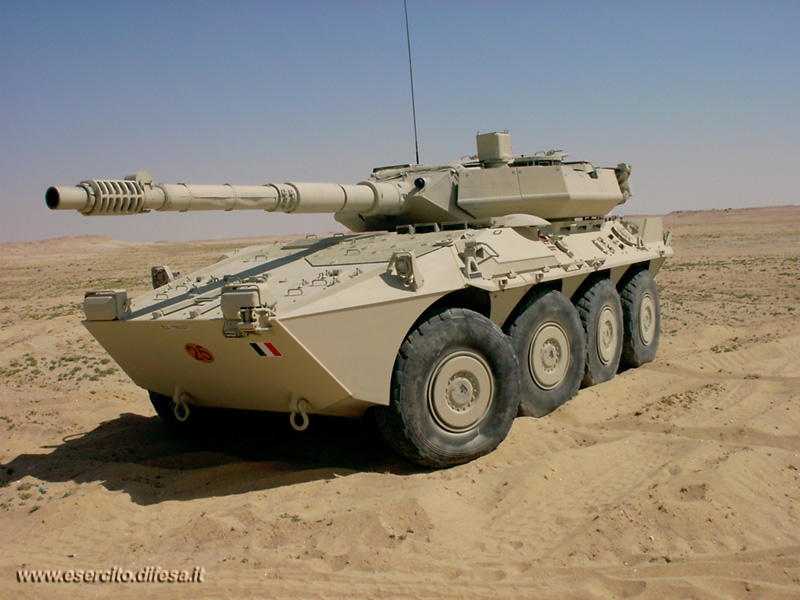
Centauro italien en Irak.

## Opérateurs
- Italie:
  - 400 de la variante Anti-Tank de Reconnaissance (141 cédés à la Jordanie)
  - 249 VBM Freccia
- Espagne:
  - 84 de la variante Anti-Tank de Reconnaissance
  - 4 VBM Freccia de la variante de dépannage
- Oman: 
  - 6 Centauro de la variante de 120 mm (option pour 24)
- Jordanie:
  - 141 provenant d'un surplus de l'Armée italienne[5],[6].